# اریکا ایتتاما
ماریا اریکا ولوفسدوتر کرووککا (به سوئدی: Maria Erika Olofsdotter Kruukka؛ ۱۸۶۶–۱۹۵۲) که پس از مرگ بیشتر به نام اریکا ایتتاما شناخته می‌شود یک صنعتگر پیشگام اهل سوئد بود.
اریکا در ۲۲ فوریه ۱۸۶۶ در جونوسواندو سوئد متولد شد؛ در منطقه‌ای که دمای آن به‌طور منظم زیر صفر درجه فارنهایت است و در آنجا هیچ چیزی عزیزتر از گرما وجود ندارد. او به درخواست یک کاسب محلی اولین جفت دستکش لووویکا را بافت. دستکش فوق‌العاده او که مانع سوز سرما بود در سراسر خلیج شهر کوچک لووویکا در سوئد محبوب شد و تقاضا برای آن به سرعت بالا گرفت. او با آموزش دادن این هنر و صنعت به چند زن در روستای خود کسب و کاری موفق را در ۱۸۹۲ راه‌اندازی کرد. در سال ۱۹۳۰ او همراه با همسرش «آگوست ایتتاما» صاحب کارخانه بافندگی بود.
اریکا ایتتاما در سال ۱۹۵۲ در سن ۸۶ سالگی درگذشت.
این زن متهور به نمادی محبوب در فرهنگ سوئد تبدیل شده‌است.
در سال ۲۰۱۶ گوگل به مناسبت ۱۵۰مین سالگرد تولد این صنعتگر پیشگام و هنرمند با تغییر گوگل دودل یاد او و شاهکارهای پشمی او را گرامی داشت.